# 麻田千穂子
麻田 千穂子（あさだ ちほこ、1961年1月5日 - ）は、日本の厚生労働官僚。北九州市副市長や、厚生労働省静岡労働局長、厚生労働省大臣官房国際労働交渉官を経て、国際労働機関アジア太平洋地域総局長。

## 人物・経歴
東京都生まれ。福岡県で中学校、高等学校に通い、1979年福岡県立福岡高等学校卒業。1982年国家公務員採用上級試験（甲種・法律）合格。1983年東京大学法学部卒業、労働省入省、婦人少年局婦人労働課。1984年広島県商工労働部職業安定課。1985年労働省労政局労働法規課。1987年派遣行政官長期在外研究員（アメリカ合衆国）。1989年ハーバード大学公共政策大学院(ケネディスクール)卒。1989年労働省労政局勤労者福祉部企画課。1991年労働省職業安定局業務調整課労働力確保業務室長補佐。1993年島根県商工労働部職業安定課長。1994年労働省労働基準局安全衛生部計画課長補佐。1995年労働省労働基準局監督課中央労働基準監察監督官。1996年労働省職業安定局雇用政策課長補佐。同年外務省経済協力開発機構日本政府代表部一等書記官。1999年労働省労政局勤労者福祉部企画課労働金庫業務室長。2000年労働省女性局女性労働課調査官。2001年厚生労働省雇用均等・児童家庭局総務課調査官。2003年厚生労働省労働基準局賃金時間課長。2004年厚生労働省雇用均等・児童家庭局職業家庭両立課長。2007年厚生労働省大臣官房付兼雇用均等・児童家庭局。同年北九州市副市長。2009年厚生労働省大臣官房国際課国際企画官兼大臣官房国際課国際企画室長。2010年厚生労働省大臣官房国際課長。2011年厚生労働省静岡労働局長。2013年内閣府経済社会総合研究所総括政策研究官兼内閣府大臣官房審議官（共生社会政策担当）兼食育推進室長兼定住外国人施策推進室長兼男女共同参画局仕事と生活の調和推進室次長。2014年独立行政法人都市再生機構監事。2016年独立行政法人都市再生機構理事。2018年厚生労働省大臣官房付。同年厚生労働省大臣官房国際労働交渉官、国際労働機関理事会日本政府代表代理。2020年国際労働機関アジア太平洋地域総局長。